# Descente aux enfers (album)
 (septembre 2024).
Si vous disposez d'ouvrages ou d'articles de référence ou si vous connaissez des sites web de qualité traitant du thème abordé ici, merci de compléter l'article en donnant les références utiles à sa vérifiabilité et en les liant à la section « Notes et références ».
Pour les articles homonymes, voir Descente aux Enfers.
Albums de Tagada Jones
Les Compteurs à zéro
(2008) Dissident
(2014)
Descente aux enfers  est le septième album du groupe breton Tagada Jones paru en 2011.

## Liste des titres
Les onze titres et deux titres bonus sont : 
1. Yec'hed Mad - 02:17
2. Zero de Conduite - 03:00
3. Le Moins Que Rien - 02:47
4. Les Connards 	- 02:29
5. Les Chars d'Assaut - 02:34
6. Alerte ! Alerte ! - 02:41
7. La Raison - 03:01
8. Descente aux Enfers -	03:28
9. Lutter - 02:41
10. Les Nerfs à Vif - 03:20
11. L'Otage - 03:42

Bonus
1. La Traque (Feat. hExcess) - 03:55
2. De Retour à la Réalité (Feat. La Phaze) - 02:46